# Sciapterygini
Sciapterygini ist eine Tribus aus der Familie der Echten Blattwespen (Tenthredinidae). Sie wurde von dem britischen Entomologen Robert Bernard Benson (1904–1967) im Jahr 1946 eingeführt. Die Tribus gehört zur Unterfamilie Tenthredininae und besitzt eine holarktische Verbreitung.

## Merkmale
Taeger (1991) führte eine Revision der Tribus durch und passte deren Beschreibung an. Charakteristische Merkmale der Sciapterygini sind nach Taeger (1991) wie folgt: Das Labrum ist breiter als lang, am Vorderrand ausgerandet oder annähernd abgestutzt. Weiterhin ist die rechte Mandibel unregelmäßig gezähnt, fünf- bis sechszähnig, die Zähne teilweise übereinander angeordnet.

## Innere Systematik
Die Tribus umfasst 5 Gattungen mit etwa 40 Arten. Eine Gattung ist fossil.
- Filacus Smith & Gibson, 1984 – Nearktis[1]
- Sciapteryx Stephens, 1835 – Paläarktis
- Tianmuthredo Wei, 1997 – Ostpaläarktis
- Zaschizonyx Ashmead, 1898 – Nearktis
- †Renothredo Wei, 1998 – China